# Quintus Allius Maximus
Quintus Allius Maximus war ein römischer Senator des 1. Jahrhunderts n. Chr.
Als legatus pro praetore diente er 42/43 unter dem Prokonsul Quintus Marcius Barea Soranus in der Provinz Africa proconsularis, wie eine Ehreninschrift belegt, in der beide als Patroni von Hippo Regius genannt werden. Im Jahr 49 war er unter Kaiser Claudius zusammen mit Lucius Mammius Pollio Suffektkonsul.